# Milt Wagner
Milton "Milt" Wagner (Camden, Nueva Jersey, 20 de febrero de 1963) es un exjugador y entrenador de baloncesto estadounidense que jugó dos temporadas en la NBA, además de hacerlo en la CBA, en la liga israelí, en la liga francesa y en la liga alemana. Con 1,96 metros de estatura, lo hacía en la posición de escolta. Es el padre del que fuera también jugador profesional Dajuan Wagner.

## Trayectoria deportiva

### Universidad
Jugó durante cuatro temporadas con los Cardinals de la Universidad de Louisville, en las que promedió 12,8 puntos, 3,0 asistencias y 2,5 rebotes por partido. Hoy en día ocupa la quinta posición entre los mejores anotadores de la historia de los Cardinals, con 1.836 puntos, siendo elegido en tres ocasiones en el mejor quinteto de la Metro Conference, tras haber jugado 144 partidos, de los que 111 fueron como titular. Llevó a su equipo a tres Final Four, logrando el campeonato de la NCAA en 1986.

### Profesional
Fue elegido en la trigésimo quinta posición del Draft de la NBA de 1986 por Dallas Mavericks, pero no llegó a firmar con el equipo, jugando durante una temporada en la CBA, en los Rockford Lightning y los La Crosse Catbirds. Al año siguiente fichó como agente libre por Los Angeles Lakers, donde jugó una temporada como tercer base, un puesto que estaba bien cubierto en el equipo por Magic Johnson. En los 40 partidos que fue alineado promedió 3,8 puntos y 1,5 asistencias, que ayudaron al equipo a ganar el campeonato, tras derrotar en las Finales a Detroit Pistons por 4-3.
Poco antes del comienzo de la siguiente temporada fue despedido, regresando a la CBA para jugar en los Rapid City Thrillers. En agosto de 1990 ficha por Miami Heat, pero tras 13 partidos disputados en los que promedió 4,8 puntos y 1,2 asistencias, fue cortado.
Decide entonces continuar su carrera en Europa, fichando por el Racing París francés, donde jugaría una temporada antes de dar el salto a la liga israelí, donde jugaría treas temporadas en tres equipos diferentes, el Beitar Ramat Gan, el Hapoel Tel Aviv y el Hapoel Holon. En 1997 ficharía por el Bayer Leverkusen alemán, para finalizar su carrera profesional un año más tarde en las filas del Élan Sportif Chalonnais, de la liga francesa.

### Entrenador
Tras dejar el baloncesto como jugador, se incorporó a la estructura deportiva de la Universidad de Memphis, donde desempeó el cargo durante seis temporadas de coordinador de operaciones de baloncesto. En 2008 fichó por la Universidad de Texas El Paso como entrenador asistente, puesto que ocupó hasta 2014.

## Estadísticas de su carrera en la NBA

### Temporada regular
| Temporada | Edad | Equipo             | Liga | P  | TIT | MIN | TC  | TCA | %TC  | 3P  | 3PA | %3P  | TL  | TLA | %TL  | R.OF. | R.DEF. | REB | ASIS | ROB | TAP | PER | FP  | PTS |
| 1987-88   | 24   | Los Angeles Lakers | NBA  | 40 | 4   | 9.5 | 1.6 | 3.7 | .422 | 0.1 | 0.3 | .200 | 0.7 | 0.7 | .897 | 0.1   | 0.6    | 0.7 | 1.5  | 0.2 | 0.1 | 0.6 | 1.1 | 3.8 |
| 1990-91   | 27   | Miami Heat         | NBA  | 13 | 1   | 8.9 | 1.8 | 4.4 | .421 | 0.5 | 1.3 | .353 | 0.7 | 0.8 | .818 | 0.0   | 0.5    | 0.5 | 1.2  | 0.2 | 0.2 | 0.9 | 1.1 | 4.8 |
| Total     |      |                    | NBA  | 53 | 5   | 9.4 | 1.6 | 3.8 | .422 | 0.2 | 0.5 | .296 | 0.7 | 0.8 | .875 | 0.1   | 0.6    | 0.7 | 1.4  | 0.2 | 0.1 | 0.6 | 1.1 | 4.1 |

### Playoffs
| Temporada | Edad | Equipo             | Liga | P | MIN | TCA | TC | 3PA | 3P | TLA | TL | R.OF. | REB | ASIS | ROB | TAP | PER | FP | PTS | %TC  | %3P  | %FT   | MIN | PTS | REB | AST |
| 1987-88   | 24   | Los Angeles Lakers | NBA  | 5 | 14  | 2   | 5  | 0   | 1  | 2   | 2  | 0     | 2   | 3    | 0   | 1   | 0   | 3  | 6   | .400 | .000 | 1.000 | 2.8 | 1.2 | 0.4 | 0.6 |
| Total     |      |                    | NBA  | 5 | 14  | 2   | 5  | 0   | 1  | 2   | 2  | 0     | 2   | 3    | 0   | 1   | 0   | 3  | 6   | .400 | .000 | 1.000 | 2.8 | 1.2 | 0.4 | 0.6 |